# 宮里ゆりは
宮里 ゆりは（みやさと ゆりは、1995年11月23日 - ）は、日本の元グラビアアイドル、動物看護師。2021年8月29日を以って芸能界を引退することを自身のTwitterで公表した。

## 人物
特技は卓球。趣味はアニメ鑑賞、ゲーム。動物は小動物よりも大きい動物のほうが好き。

## DVD
- ぷるゆり（2018年3月、スパイスビジュアル）
- pinkとmintとゆりは（2019年2月、Jesus）